# Нушабад
Нушабад (перс. نوش‌اباد‎) је град у централном Ирану, у провинцији Исфахан. То је део шахреста Аран-и-Бидгол.

## Географија
Град се налази у северозападном делу Исфахана, на западној граници пустиње Дашт-е Кавир, северно од града Кашана. Апсолутна висина је 912 метара надморске висине. Нушабад се налази отприлике 150 километара северно од Исфахана, главног града провинције, и 170 километара јужно од Техерана, главног града Ирана. Најближи аеродром се налази у граду Кашан.

## Популација
Према попису из 2006. године, број становника је био 10.476 људи.

## Атракције
Главна атракција Нушабада је комплекс подземних архитектонских објеката, чији елементи датирају из различитих историјских периода. Током ископавања откривени су артефакти који датирају из периода династија Сасанида, Хулакуида и Сафавида.